# Una vita (Svevo)
Una vita è il primo romanzo di Italo Svevo, pubblicato dall'editore Vram nel 1892.

## Trama
Alfonso Nitti, giovane intellettuale con aspirazioni letterarie, lascia il paese natale, dove vive con la madre Carolina, e si trasferisce a Trieste presso la misera famiglia Lanucci (composta dal signor Lanucci, sua moglie e i due figli Gustavo e Lucia), trovando un avvilente impiego come bancario presso la compagnia Maller & Co.
Un giorno Alfonso viene invitato a casa del direttore, il sig. Maller, presso cui conosce sua figlia Annetta ed il cugino di lei Macario. Inizialmente irritato dal contegno altezzoso di Annetta, il protagonista finirà tuttavia per innamorarsene: complice la benevolenza di Macario, Alfonso diventa infatti presenza fissa del "club del mercoledì" che è solito riunirsi nel salotto di casa Maller per intrattenere le serate della giovane. Giunta a conoscenza della comune passione per la letteratura, Annetta stessa invita Alfonso a recarsi con maggiore frequenza in casa Maller con la scusa di scrivere un libro a quattro mani: è proprio in una di queste occasioni che Alfonso le dichiara il suo amore con un bacio passionale. Infine, diversi incontri più avanti, aumentando progressivamente l'accondiscendenza di Annetta nei suoi confronti, il protagonista giungerà addirittura a giacere furtivamente con lei. La mattina successiva, tuttavia, accorgendosi di non provar più alcun sentimento amoroso per la giovane, Alfonso fugge da Trieste (approfittando tra l'altro delle suppliche di Annetta, ormai innamoratasi follemente di lui, ad assentarsi per qualche settimana dalla banca per fuggire dalle ire del padre) e torna così al paese d'origine, ove si troverà ad accudire la madre che, già gravemente malata, morirà nel giro di poche settimane.
Dopo svariate settimane di assenza (in cui si dedica ad assistere la madre morente e, in seguito al suo decesso, a svendere la casa di famiglia al locandiere del paese per poche migliaia di franchi), Alfonso torna quindi a Trieste, certo di aver scoperto nella rinuncia e nella contemplazione la sua vera natura. La realtà, però, sarà diversa: venendo infatti a scoprire che Annetta si è fidanzata con Macario, viene pervaso da una dolorosa gelosia e verrà ferito dall'odio riservatogli dai suoi superiori, un tempo così affabili con lui. Inoltre, rimasto senza soldi (in seguito alla sua decisione di cedere quasi tutti i proventi della vendita della casa della madre come dote per convincere il seduttore di Lucia Lanucci, tale Mario Gralli, a prenderla in sposa: in passato, infatti, la signora Lanucci aveva tanto sperato di farla fidanzare con il protagonista, invano), Alfonso esclude categoricamente l'idea di cambiare impiego. Gli viene quindi assegnato un ruolo di minore importanza (venendo "degradato" dalla corrispondenza alla contabilità) ma cerca comunque di tornare in buoni rapporti con la famiglia Maller. Tuttavia, non solo fallisce in questo proposito, bensì riesce persino ad aggravare ulteriormente la situazione, lasciandosi sfuggire delle frasi che vengono erroneamente interpretate come ricatti. Scrive allora ad Annetta per chiederle un incontro di chiarimento, ma il suo gesto viene frainteso: infatti, all'appuntamento si presenta invece il fratello Federico, che lo sfida a duello. Alfonso sceglierà di suicidarsi la sera stessa tramite esalazioni di gas (emesse dalla stufa a carbone della sua stanza) e di porre così fine alla sua vita di inetto, nella speranza che prima o poi Annetta si recherà a piangere sulla sua tomba.

## Genesi dell'opera
Originariamente venne intitolato Un inetto, forse per meglio evidenziare la psicologia del personaggio principale e, in un certo senso, il pessimismo tipico dello scrittore, ma il titolo venne poi rifiutato dall'editore e modificato in Una vita, che riprende fra l'altro il titolo di un noto libro di Guy de Maupassant, senza però avere con questo relazioni di trama o di tematiche trattate. La sua stesura iniziò nel 1888. Venne rifiutato dalla casa editrice Treves, e venne poi pubblicato nel 1892 dall'editore Vram, a spese dello stesso autore.

## Temi
Il romanzo presenta indubbi legami con la letteratura francese dell'Ottocento (tuttavia l'identità del titolo con il romanzo di Guy de Maupassant del 1883 è casuale, a detta dello stesso Svevo). In particolare è evidente l'influenza del Realismo francese della prima metà dell'Ottocento nella figura dell' "arrampicatore sociale", che richiama Il rosso e il nero di Stendhal e Papà Goriot di Balzac, e soprattutto del Naturalismo francese nella ricostruzione degli ambienti.
Centrale è poi la psicologia del protagonista: a causa della sua inettitudine, l'intellettuale è in conflitto con l'ambiente borghese, verso il quale ha un complesso di inferiorità, ed è incapace di comunicare. Il disagio interiore è caratterizzato da frustrazione ed autoinganno. Da questo punto di vista nel romanzo convivono il determinismo positivista e l'analisi psicologica, che lo distaccano dai canoni del caso clinico presenti nel Naturalismo. 
Nel protagonista non c'è traccia della grandezza epica degli eroi suicidi romantici, come lo Jacopo Ortis di Foscolo e il Werther di Goethe, né dei "vinti" del ciclo di Giovanni Verga.

## Tecnica narrativa
La narrazione avviene in terza persona, il narratore è interno in quanto critico nei confronti del protagonista. Il punto di vista del protagonista però emerge attraverso il monologo interiore. Il tempo segue l'ordine cronologico dei fatti e della vita del protagonista.

## Edizioni
- Italo Svevo, Una vita, collana I Meridiani, Arnoldo Mondadori Editore, 2004,  p. 391, ISBN 88-04-55832-6.
- Italo Svevo, Una vita, Edizioni di Storia e Letteratura, 2012, pp. LXXII, 379, ISBN 978-88-6372-413-4 (fa parte di Edizione Nazionale delle Opere di Italo Svevo).
- Italo Svevo, Una vita, in Opere, Ricciardi, 2015, pp. LXXXI, 1207, ISBN 978-88-12-00511-6